# Ожегова, Анастасия Васильевна
Анастасия Васильевна Ожегова (11 ноября 1922 года — 18 декабря 1999 года) — трактористка колхоза «Россия» Дуванского района Башкирской АССР. Герой Социалистического Труда. Член Президиума Верховного Совета Башкирской АССР (1971—1975).

## Биография
Анастасия Васильевна Ожегова родилась 11 ноября 1922 г. в с. Озеро Дуванского района БАССР.
Образование — неполное среднее.
Трудиться начала в 1940 г. трактористкой колхоза «Россия» Дуванского района после окончания курсов трактористов.
За годы работы трактористкой систематически перевыполняла нормы выработки. В 1966—1970 гг. на своем тракторе МТЗ-50 вспахала 4 138 гектаров мягкой пахоты при плане 3 000 гектаров, сэкономила 2 696 килограммов горюче-смазочных материалов. На закрепленной за ней площади в 210 гектаров средняя урожайность зелёной массы подсолнечника с горохом составляла 296 центнеров. Благодаря высоко производительному труду обслуживаемая животноводческая ферма выполнила план восьмой пятилетки (1966—1970) по продаже молока государству на 121 процент, план 1970 г. — на 127 процентов.
За выдающиеся успехи, достигнутые в развитии сельскохозяйственного производства и выполнении пятилетнего плана продажи государству продуктов земледелия и животноводства, Указом Президиума Верховного Совета СССР от 8 апреля 1971 г. А. В. Ожеговой присвоено звание Героя Социалистического Труда.
До ухода на пенсию в 1978 г. работала трактористкой в колхозе «Россия» Дуванского района.
Депутат Верховного Совета Башкирской АССР восьмого созыва (1971—1975). Член Президиума Верховного Совета Башкирской АССР (1971—1975). Делегат III Всесоюзного съезда колхозников (1969), IV съезда профсоюза работников сельского хозяйства (1972).
Ожегова Анастасия Васильевна умерла 18 декабря 1999 года.

## Награды
- Герой Социалистического Труда (1971)
- Награждена орденами Ленина (1971), Трудового Красного Знамени (1966), медалями.

## Память
В целях увековечения памяти А. В. Ожеговой в с. Месягутово Дуванского района её именем назван кинотеатр, там же установлена мемориальная доска.